# واين إم. كولينز
واين إم. كولينز (بالإنجليزية: Wayne M. Collins)‏ هو محامي أمريكي، ولد في 23 نوفمبر 1899 في ساكرامنتو في الولايات المتحدة، وتوفي في 16 يوليو 1974.